# Le Mort qui tue (film)
Pour les articles homonymes, voir Le Mort qui tue.
Série
Juve contre Fantômas
(1913) Fantômas contre Fantômas
(1914)
Pour plus de détails, voir Fiche technique et Distribution.
Le Mort qui tue est un film d'aventures français de Louis Feuillade, sorti en 1913.

## Synopsis
Les aventures de Fantômas qui va s'amuser à berner l'inspecteur Juve, cette fois grâce aux empreintes d'un homme qu'il a assassiné, lui arrachant la peau des mains et les recouvrant comme des gants lors de ses méfaits.

## Fiche technique
- Titre : Le Mort qui tue
- Drame en 6 parties et 58 tableaux
- Réalisateur : Louis Feuillade
- Scénario : Louis Feuillade d'après l’œuvre homonyme de Pierre Souvestre et Marcel Allain.
- Images et montage : Georges Guérin
- Décors : Robert-Jules Garnier
- Production : Gaumont
- Produit en : septembre 1913
- Pays de production :  France
- Format : Noir et blanc - 1,33:1 - Muet
- Durée : 97 minutes
- Date de sortie : 
  - France : 28 novembre 1913

## Distribution

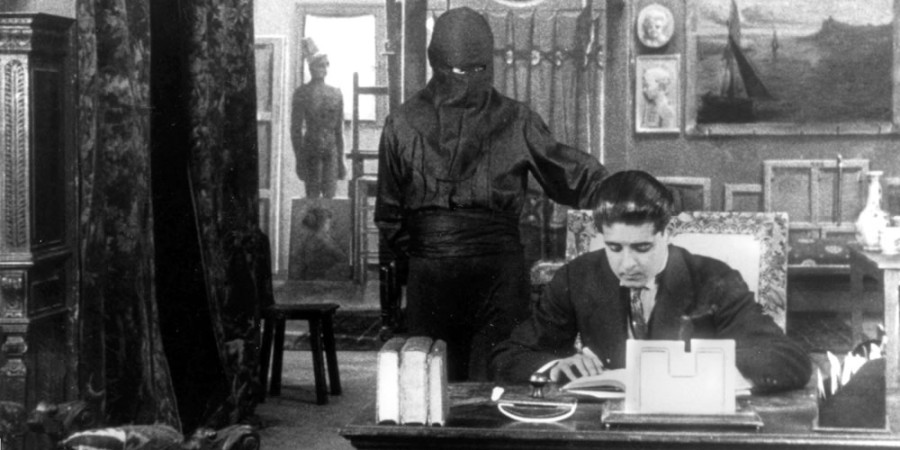
Fantômas s'apprête à compromettre le peintre Jacques Dollon dans l'assassinat de la baronne de Vibray.
Photogramme du film.

- Georges Melchior : Jérôme Fandor, journaliste
- René Navarre : Fantômas / Le banquier Barbey-Nanteuil
- Edmond Bréon : L'inspecteur Juve / Le bandit Crânajour
- Renée Carl : Lady Beltham
- Jane Faber : Princesse Danidoff
- Naudier : Le gardien Nibet
- Yvette Andreyor : Joséphine
- André Luguet : Jacques Dollon, peintre, "le mort qui tue"
- Luitz-Morat : Le sucrier Thomery
- Fabienne Fabrèges : Élisabeth Dollon

## Bibliographie

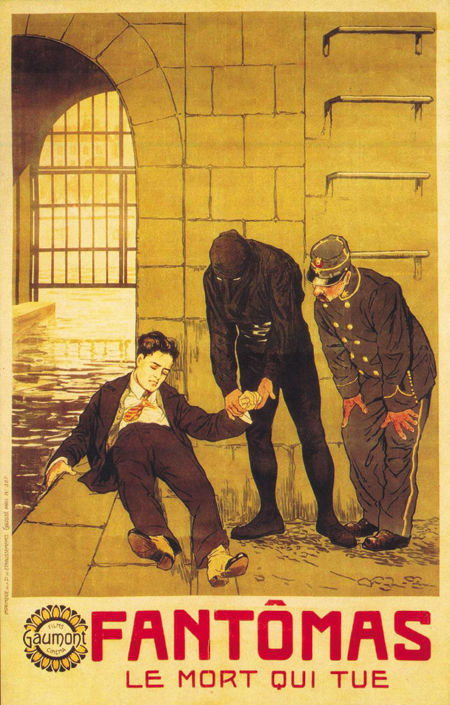
Fantômas prélève la peau des mains du peintre Jacques Dollon. Affiche Gaumont.